# Anna Chmelková
Anna Chmelková (Checoslovaquia, 26 de julio de 1944) fue una atleta checoslovaca especializada en la prueba de 400 m, en la que consiguió ser campeona europea en 1966.

## Carrera deportiva
En el Campeonato Europeo de Atletismo de 1966 ganó la medalla de oro en los 400 metros, con un tiempo de 52.9 segundos que fue récord de los campeonatos, llegando a meta por delante de la húngara Antónia Munkácsi (plata también con 52.9 s) y la francesa Monique Noirot.